# أكواير (شركة)
أكواير (بالإنجليزية: Acquire)‏ (باليابانية: 株式会社アクワイア) ، هي شركة ألعاب فيديو يابانية، أسست سنة 1994م، وأنتجت عدة ألعاب، ومنها سلسلة واي أوف ذا ساموراي وسلسلة تنشو وسلسلة شينوبيدو، بلغ عدد موظفيه نحو 84 موظفاً عام 2012م.